# Tal
Tal là một thị xã và là một nagar panchayat của quận Ratlam thuộc bang Madhya Pradesh, Ấn Độ.

## Địa lý
Tal có vị trí 23°43′B 75°23′Đ / 23,72°B 75,38°Đ Nó có độ cao trung bình là 437 mét (1433 feet).

## Nhân khẩu
Theo điều tra dân số năm 2001 của Ấn Độ, Tal có dân số 13.073 người. Phái nam chiếm 51% tổng số dân và phái nữ chiếm 49%. Tal có tỷ lệ 58% biết đọc biết viết, thấp hơn tỷ lệ trung bình toàn quốc là 59,5%: tỷ lệ cho phái nam là 67%, và tỷ lệ cho phái nữ là 48%. Tại Tal, 17% dân số nhỏ hơn 6 tuổi.